# Southey (Canada)
Southey is een plaats (town) in de Canadese provincie Saskatchewan en telt 693 inwoners (2006).